# Condado de Anderson (Kansas)
El condado de Anderson (en inglés: Anderson County) () es uno de los 105 condados del estado de Kansas, en Estados Unidos. La sede del condado es Garnett, y su mayor ciudad es Garnett. El condado posee un área de 1.513 km² (de los cuales 4 km² están cubiertos de agua), una población de 8.051 habitantes, y la densidad de población es de 5,3 hab./km² (según el censo nacional de 2000). Este condado fue fundado el 25 de agosto de 1855.